# الأوركسترا الوطنية السورية للموسيقى العربية
أوركسترا الفنون الوطنية السورية للموسيقى العربية كانت أوركسترا سورية مكرسة لأداء الموسيقى العربية الكلاسيكية، بالإضافة إلى العمل التجريبي القائم على الموسيقى التقليدية من الشرق الأوسط. كانت الأوركسترا تقيم حفلات منتظمة في دار الأوبرا في دمشق منذ افتتاحها في عام 2004. نتيجة للحرب السورية المستمرة، غادر معظم أعضائها، مثل المايسترو عصام رفيعة، الذي كان المايسترو الرئيسي وعازف عود ماهر، أو مثل مسلم رحال، لاعب الناي المعروف في أوروبا والولايات المتحدة وبلدان أخرى.

## مع الفرقة البريطانية جوريليز
أصبحت أوركسترا الفنون الوطنية السورية للموسيقى العربية معروفة دولياً بالتعاون مع الفرقة البريطانية جوريليز في ألبومهم "شاطئ البلاستيك" على أغنية "علم أبيض". في عام 2010، قام الموسيقيون السوريون بأداء هذه الأغنية مباشرة كفنانين ضيوف خلال جولة الفرقة البريطانية "Escape to Plastic Beach Tour".
في عام 2016، شاركوا في أغنية "Crashing Down" لفرقة جوريليز، والتي تم عرضها في نهاية فيلم وثائقي بعنوان "الخوذ البيضاء"، الذي أخرجه أورلاندو فون إنسيدل حول المنظمة السورية نفسها. الأغنية هي أغنية غير منشورة سابقًا من ألبوم "شاطئ البلاستيك"، ولكن الأصوات الأصلية التي قدمها ديمون ألبارن غائبة، واستُخدمت بدلاً من ذلك كلمات عربية. فيما بعد، فاز الفيلم بجائزة الأوسكار لأفضل وثائقي (فئة الأفلام القصيرة) في حفل الأوسكار الـ 89.